# رالف فيلاند
رالف فيلاند (بالألمانية: Ralf Wieland)‏ هو سياسي ألماني، ولد في 11 ديسمبر 1956 في فيلهلمسهافن في ألمانيا. حزبياً، نشط في الحزب الديمقراطي الاجتماعي الألماني. وقد انتخب رئيس مجلس النواب في برلين ‏ (2011 – ) وانتخب عضو في برلمان برلين ‏.